# Xã Clarion, Quận Clarion, Pennsylvania
Xã Clarion (tiếng Anh: Clarion Township) là một xã thuộc quận Clarion, tiểu bang Pennsylvania, Hoa Kỳ. Năm 2010, dân số của xã này là 4.116 người.